# Léopold Anoul
Léopold Anoul (Liège, 19 de agosto de 1922 - 11 de fevereiro de 1990) foi um ex-futebolista belga que competiu na Copa do Mundo FIFA de 1954.